# Izquierda Nacionalista Canaria
Izquierda Nacionalista Canaria (INC) fue un partido político canario surgido de la Confederación Autónoma Nacionalista Canaria, una escisión de Unión del Pueblo Canario (UPC). En las elecciones al Parlamento de Canarias de 1987 se presentó en coalición con Asamblea Canaria y obtuvieron 46.229 votos (6,96 %) y 2 escaños. Posteriormente ambos partidos se unieron para formar Asamblea Canaria Nacionalista.
- Datos: Q974573